# Балабанов, Юрий Анатольевич
Юрий Анатольевич Балабанов (2 февраля 1963, Витебск — 10 мая 2006, Массачусетс) — советский и белорусский гимнаст (спортивная гимнастика), Заслуженный мастер спорта СССР (1984).

## Биография
Родился в 1963 году в Витебске.
Чемпион мира 1985 года в командном зачете в составе сборной СССР. Бронзовый призер чемпионата мира по спортивной гимнастике 1985 года (на кольцах). Абсолютный чемпион СССР (1985). Чемпион СССР 1983, 1984, 1986 годов. — на кольцах, в 1985 г. — в многоборье, в 1984 г. — на брусьях. Серебряный призер чемпионата СССР по спортивной гимнастике 1982, 1984 гг. — на перекладине, в 1986 г. — на брусьях. Бронзовый призер чемпионата СССР по спортивной гимнастике 1982 г. — на кольцах, 1983 г. — в произвольных упражнениях. Победитель турнира «Дружба-84» в командном зачете.
Работал тренером в США.
Умер 10 мая 2006 года в США от сердечного приступа.